# 無監督式學習網路
無監督式學習網絡(Unsupervised Learning Network)是人工智慧網絡的一種演算法(algorithm)，其目的是去對原始資料進行分類，以便瞭解資料內部結構。有別於監督式學習網絡，無監督式學習網絡在學習時並不知道其分類結果是否正確，亦即沒有受到監督式增強(告訴它何種學習是正確的)。其特點是僅對此種網絡提供輸入範例，而它會自動從這些範例中找出其潛在類別規則。當學習完畢並經測試後，也可以將之應用到新的案例上。

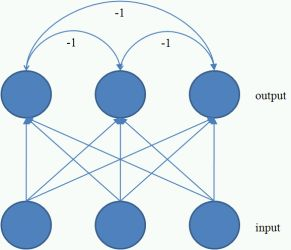
無監督式學習網絡

## 演算法
無監督式學習網絡的演算法一般僅涉及單一個核心模組，但重複多次計算而已。細節如下解釋：
將輸入層各節點的激發程度表示為 {\displaystyle a_{j}}，輸出層各節點的激發程度表示為 {\displaystyle a_{i}}，從輸入層各節點指向輸出層各節點的網絡路徑值表示為 {\displaystyle w_{ij}}。輸出層各節點間則為互相抑制，亦即{\displaystyle w_{ii}} 是一個對角線均為零，其餘元素為-1的矩陣。
核心模組的計算分為兩部份：
第一部份是想知道，當基於目前 {\displaystyle w_{ij}} 的情況下，若欲使網絡穩定的話，則輸出層各節點激發程度 ({\displaystyle a_{i}}) 應該形成何種型態？計算乃遵循下列公式：
步驟1: {\displaystyle netE_{i}={\frac {\sum _{j}w_{ij}a_{j}}{1+\sum _{j}w_{ij}}},netI_{i}=\sum _{i}w_{ii}a_{i}}
步驟2: {\displaystyle \Delta a_{i}=\tau \left[\gamma (1-a_{i})(netE_{i}+netI_{i})-\delta a_{i}\right]}
重複此二步驟的 {\displaystyle \Delta a_{i}} 的更新，直到 {\displaystyle \Delta a_{i}} 低於某個臨界值（如：0.001）
第二部份是想知道，若要得到剛才的 {\displaystyle a_{i}} 激發型態的話，則應該反映在 {\displaystyle w_{ij}} 的何種調整上，以便使得 {\displaystyle a_{j}} 可以更直接透過 {\displaystyle w_{ij}} 來得到 {\displaystyle a_{i}}？公式如下：{\displaystyle \Delta w_{ij}=a_{i}(a_{j}-w_{ij})}
最後整體計算便將所有的輸入資料分別透過上述的核心模組來得到 {\displaystyle \Delta w_{ij}}，然後全部加總後，更新到實際的 {\displaystyle w_{ij}} 上頭，並重複所有步驟若干次（如：50次）即可。

## 常見的應用
1. 聚类分析 （clustering analysis）
2. 降維 (dimensionality reduction)

## 特定的無監督式學習網絡
1. 自組織對映 (Self-Organizing Map, SOM): SOM是由Kohonen於1982年所提出，目的在於用一個較低維度的拓撲圖(topographic map)以視覺化(visualiztion)的方式說明高維度的資料情況。屬於前饋式、無監督式學習網絡，同時亦是競爭式學習網絡。其特徵能夠在輸入範例的學習過程中，產生自我組織性而需要依靠目標輸出值修正誤差，亦可展現輸入範例的分佈或相似性，具有將輸入集合聚類到相似群組中的能力。
2. 適應性共振理論網絡 (Adaptive Resonance Theory, ART; Carpenter & Grossberg, 1988)